# Renate Krüger-Fischer
Renate Krüger-Fischer, vormals Renate Heiser-Fischer, (* 23. April 1971) ist eine ehemalige österreichische Politikerin (Team Stronach).

## Leben
Krüger-Fischer war als Projektleiterin und persönliche Mitarbeiterin des österreichisch-kanadischen Industriellen Frank Stronach in der Stronach Group tätig. Zuvor war sie im Management der Austrian Airlines Group und verantwortete den Bereich Produkt Strategie und Produktentwicklung für Lauda Air, Tyrolean Airways und Austrian Airlines. Ihre berufliche Karriere startete sie als Commercial Trainee in der von Niki Lauda gegründeten Lauda Air.
Bei den Nationalratswahlen 2013 hatte sie auf Platz drei der niederösterreichischen Landesliste des Team Stronach kandidiert. Ab Oktober 2013 war sie Landesparteiobfrau der mittlerweile aufgelösten niederösterreichischen Landesorganisation. Die Partei gab 2018 die Auflösung bekannt.
Im Mai 2015 heiratete sie ihren langjährigen Lebensgefährten, den Rechtsanwalt und ehemaligen Justizminister Michael Krüger, und nahm den Namen
Krüger-Fischer an.